# Clemelis delicatula
Clemelis delicatula là một loài ruồi trong họ Tachinidae.